# Jiří Vojtík
Jiří Vojtík (ur. 2 lipca 1981 w Pradze) – czeski lekkoatleta specjalizujący się w biegu na 200 metrów. Uczestniczył w Letnich Igrzyskach Olimpijskich 2008.
W 2012 ogłosił zakończenie kariery sportowej.

## Rekordy życiowe
| Dystans            | Wynik | Miejsce     | Data             |
| ------------------ | ----- | ----------- | ---------------- |
| Bieg na 60 metrów  | 6,87  | Praga       | 17 stycznia 2006 |
| Bieg na 100 metrów | 10,34 | Praga       | 7 czerwca 2008   |
| Bieg na 200 metrów | 20,60 | Praga       | 7 czerwca 2008   |
| Bieg na 300 metrów | 32,31 | Pliezhausen | 16 maja 2004     |
| Bieg na 400 metrów | 46,45 | Kladno      | 10 września 2003 |

## Najlepsze wyniki w sezonie
Bieg na 100 metrów
| Rok  | Wynik | Miejsce | Data            |
| ---- | ----- | ------- | --------------- |
| 2002 | 10,48 | Praga   | 17 czerwca 2002 |
| 2003 | 10,36 | Praga   | 31 maja 2003    |
| 2004 | 10,34 | Kladno  | 22 maja 2004    |
| 2005 | 10,57 | Praga   | 27 czerwca 2005 |
| 2006 | 10,43 | Praga   | 17 czerwca 2006 |
| 2007 | 10,54 | Praga   | 13 czerwca 2007 |
| 2008 | 10,34 | Praga   | 7 czerwca 2008  |
| 2009 | 10,49 | Praga   | 24 maja 2009    |

Bieg na 200 metrów
| Rok  | Wynik | Miejsce   | Data                 |
| ---- | ----- | --------- | -------------------- |
| 2000 | 21,16 | Santiago  | 20 października 2000 |
| 2002 | 20,88 | Monachium | 8 sierpnia 2002      |
| 2003 | 20,76 | Praga     | 31 maja 2003         |
| 2004 | 20,69 | Pilzno    | 26 czerwca 2004      |
| 2005 | 20,66 | Florencja | 19 czerwca 2005      |
| 2006 | 20,62 | Praga     | 18 czerwca 2006      |
| 2007 | 20,83 | Trzyniec  | 1 lipca 2007         |
| 2008 | 20,60 | Praga     | 7 czerwca 2008       |
| 2009 | 20,82 | Praga     | 24 maja 2009         |
| 2010 | 20,71 | Praga     | 10 czerwca 2010      |
| 2011 | 21,32 | Ostrawa   | 31 maja 2011         |

Bieg na 300 metrów
| Rok  | Wynik | Miejsce     | Data         |
| ---- | ----- | ----------- | ------------ |
| 2002 | 33,39 | Praga       | 3 maja 2002  |
| 2004 | 32,31 | Pliezhausen | 16 maja 2004 |
| 2005 | 32,87 | Praga       | 25 maja 2005 |
| 2006 | 32,78 | Sušice      | 16 maja 2006 |
| 2010 | 33,34 | Ostrawa     | 27 maja 2010 |